# Daler Mehndi
Daler Mehndi (punjabi: ਦਲੇਰ ਮਹਿੰਦੀ, dalēr mahindī; Patna, 18 agosto 1967) è un cantante bhangra/pop indiano.
Sin dal 1995 ha inciso vari dischi di grande successo in India, e ha inoltre cantato in svariati film di Bollywood. La sua popolarità internazionale è cresciuta negli anni recenti grazie ad alcuni suoi tour negli Stati Uniti.
Tra i suoi brani di maggior successo, Tunak Tunak Tun è arrivato a circa 187 milioni di visualizzazioni a gennaio 2022.